# Louis Stromeyer
Georg Friedrich Louis Stromeyer (Hannover, 6 marzo 1804 – Hannover, 15 giugno 1876) è stato un chirurgo tedesco.

## Biografia
Era figlio del chirurgo Christian Friedrich Stromeyer (1761-1824). Dal 1823 studiò medicina presso l'Università di Gottinga, conseguendo il dottorato a Berlino nel 1826. A Gottinga studiò presso il Corps Hannovera. Dopo la laurea, intraprese dei viaggi scientifici in tutta Europa, tornando ad Hannover nel 1828, dove insegnò alla scuola chirurgica e fondò un istituto ortopedico. Dal 1838 al 1840 fu professore di chirurgia presso le università di Erlangen, a Monaco di Baviera (1841-42), Friburgo (1842-48) e Kiel.
Durante la sua carriera è stato Chirurgo Generale degli Schleswig-Holstein e degli eserciti hannoveriani. Durante la guerra franco-prussiana, lavorò come Consultierender Generalarzt e presso la battaglia di Sedan.
Stromeyer fu pioniere nel campo dell'ortopedia e chirurgia ortopedica. Nel 1831 eseguì la prima tenotomia sottocutanea (chirurgia del tendine) del tendine di Achille su un piede deformato. Introdusse anche la chirurgia tenotomica in Inghilterra attraverso con un amico, il chirurgo inglese William John Little (1810-1894). Stromeyer eseguì un'operazione su Dr. Little per portare il suo piede equino-varo-supinato in un piede dritto. Stromeyer era anche un praticante di chirurgia maxillo-facciale.

## Opere
- Beiträge zur operativen Orthopädik; oder, Erfahrungen über die subcutane Durchschneidung verkürzter Muskeln und deren Sehnen, 1838.
- Handbuch der Chirurgie, 1844.
- Maximen der Kriegsheilkunst, 1855.
- "Gunshot fractures"; Philadelphia, Lippincott, 1862.
- Erinnerungen eines deutschen Arztes, two volumes, 1875, ISBN 3-540-07659-X